# Placówka Straży Celnej „Izby”

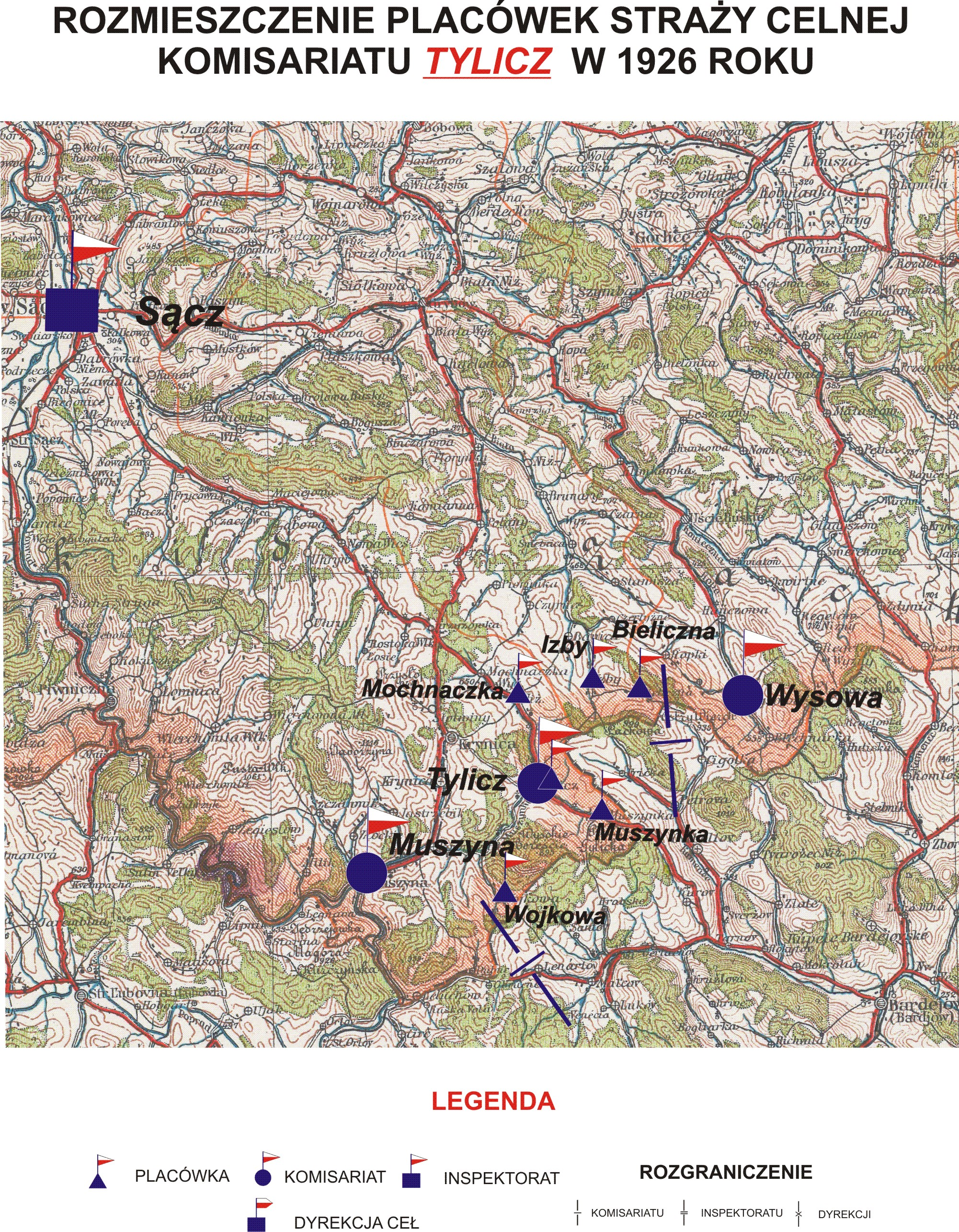
Rozmieszczenie placówek SC Komisariatu Tylicz w 1926 r.

Placówka Straży Celnej „Izby” – jednostka organizacyjna Straży Celnej pełniąca w okresie międzywojennym służbę ochronną na granicy polsko-czechosłowackiej.

## Formowanie i zmiany organizacyjne
W 1921 roku w Wysowej a później w Tyliczu stacjonował sztab 4 kompanii 8 batalionu celnego. Kompania wystawiała między innymi placówkę w Izbach. Po zluzowaniu 8 batalionu celnego, w 1922 roku w Tyliczu stacjonował już sztab 4 kompanii 6 batalionu celnego. Kompania wystawiała między innymi placówkę w Izbach.
Na wniosek Ministerstwa Skarbu, uchwałą z 10 marca 1920 roku, powołano do życia Straż Celną. Jednostki Straży Celnej rozpoczęły przejmowanie odcinków granicy od pododdziałów Batalionów Celnych. Proces tworzenia Straży Celnej trwał do końca 1922 roku. Placówka Straży Celnej „Izby” weszła w podporządkowanie komisariatu Straży Celnej „Tylicz” z Inspektoratu SC „Sącz”.
W drugiej połowie 1927 roku przystąpiono do gruntownej reorganizacji Straży Celnej. W praktyce skutkowało to rozwiązaniem tej formacji granicznej. Ochronę północnej, zachodniej i południowej granicy państwa przejęła powołana z dniem 2 kwietnia 1928 roku Straż Graniczna.
Rozkazem nr 5 z 16 maja 1928 roku w sprawie organizacji Małopolskiego Inspektoratu Okręgowego dowódca Straży Granicznej gen. bryg. Stefan Pasławski powołał komisariatu SG „Muszyna”. Placówka Straży Granicznej I linii „Izby” znalazła się w jego strukturze.

## Funkcjonariusze placówki
Kierownicy placówki
| stopień          | imię i nazwisko, numer | okres pełnienia służby | kolejne stanowisko |
| ---------------- | ---------------------- | ---------------------- | ------------------ |
| starszy strażnik | Ludwik Witkowski (270) | był w 1926             |                    |

Obsada personalna placówki w 1926:
- starszy strażnik Ludwik Witkowski (270)
- strażnik Paweł Brach (378)
- strażnik Antoni Fulczyński (1028)
- strażnik Jan Łukaszewski (1030)
- strażnik Tomasz Samitowski (1840)